# Паха
Паха (словен. Paha) — поселення в общині Ново Место, регіон Південно-Східна Словенія, Словенія.